# Семено-Красіловська сільська рада
Семе́но-Красі́ловська сільська рада (рос. Семёно-Красиловский сельский совет) — сільське поселення у складі Китмановського району Алтайського краю Росії.
Адміністративний центр — село Семено-Красілово.

## Історія
2011 року ліквідована Отрадненська сільська рада (села Новохмельовка, Отрадне, Усково, селище Кружало), територія увійшла до складу Семено-Красіловської сільради.

## Населення
Населення — 899 осіб (2019; 1101 в 2010, 1489 у 2002).

## Склад
До складу сільської ради входять:
| Населений пункт        | Населення, осіб (2002) | Населення, осіб (2010) |
| ---------------------- | ---------------------- | ---------------------- |
| Каменка, село          | 258                    | 187                    |
| Кружало, селище        | 0                      | -                      |
| Новохмельовка, село    | 212                    | 108                    |
| Отрадне, село          | 319                    | 243                    |
| Семено-Красілово, село | 611                    | 503                    |
| Усково, село           | 89                     | 60                     |